# Tapsi Hapsi és Dodó kacsa, a két videósztár csatája
A Tapsi Hapsi és Dodó kacsa, a két videósztár csatája (eredeti cím: Bugs vs. Daffy: Battle of the Music Video Stars) 1988-ban bemutatott amerikai rajzfilm, amely a Bolondos dallamok című rajzfilmsorozat alapján készült. Az animációs játékfilm rendezője és írója Greg Ford és Terry Lennon, producere Steven S. Greenea. A zenéjét Norman Spencer, Carl Stalling és Milt Franklyn munkáinak felhasználásával szerezte szerezte. A tévéfilm a Warner Bros. Television gyártásában készült. Műfaja filmvígjáték és musicalfilm.
Amerikában 1988. szeptember 21-én a CBS-en, Magyarországon 1992. január 1-jén az MTV2-n vetítették le a televízióban.

## Szereplők
| Szereplő                                         | Eredeti hang | Magyar hang     |
| ------------------------------------------------ | ------------ | --------------- |
| Tapsi Hapsi                                      | Mel Blanc    | Józsa Imre      |
| Dodó kacsa                                       | Mel Blanc    | Kerekes József  |
| Mikulásnak álcázott Dodó kacsa (archív felvétel) | Mel Blanc    | Kenderesi Tibor |
| Cucu malac (archív felvétel)                     | Mel Blanc    | Bor Zoltán      |
| Műszakvezető                                     | Mel Blanc    | Imre István     |

### Magyar szinkron
- Magyar szöveg: Jankovich Krisztina
- Hangmérnök: Királybíró Sarolta
- Rendezőasszisztens: Hirth Ildikó
- Vágó: Talpas Iván
- Gyártásvezető: Németh Piroska
- Szinkronrendező: Lengyel László
- Cím és stáblista felolvasó: Bozai József

A szinkron a Magyar Televízió megbízásából a Magyar Szinkron- és Videóvállalat készült 1991-ben.

## Betétdalok összeállítása
| Klip                                                           | Dal                                    | Előadó                         | Alapító |
| -------------------------------------------------------------- | -------------------------------------- | ------------------------------ | ------- |
| Robot Rabbit                                                   | In Old Indiana                         | Elmer Fudd és Tapsi Hapsi      | KPUT    |
| The Fair-Haired Hare (1. rész)                                 | Home on the Range                      | Tapsi Hapsi                    | WABBIT  |
| Dough for the Do-Do (Zsozsó egy dodóért)                       | Sunrise in Nutzville                   | A Wackyland lakói              | KPUT    |
| What's Up, Doc? (Na, mi van, Doki?)                            | What's Up, Doc?                        | Tapsi Hapsi és Elmer Fudd      | WABBIT  |
| Boobs in the Woods (Nem viszel be az erdőbe)                   | Oh, People Call Me Daffy               | Dodó kacsa                     | KPUT    |
| Those Were Wonderful Days                                      | Those Were Wonderful Days              | A négy bajuszos                | WABBIT  |
| Shake Your Powder Puff                                         | Shake Your Powder Puff                 | A nyuszi nővérek               | WABBIT  |
| Bosko's Picture Show                                           | We're in the Money                     | Bosko                          | WABBIT  |
| Yankee Doodle Daffy (Dodó, amerikai sztárcsináló) (1. rész)    | We Watch the Skyways                   | Dodó kacsa                     | KPUT    |
| Porky's Poppa                                                  | Porky's Poppa's Farm                   | Cucu malac                     | WABBIT  |
| Polar Pals                                                     | Let's Rub Noses Like the Eskimoses     | Cucu malac                     | WABBIT  |
| Porky's Poor Fish (Cucu szegény halacskája)                    | Porky's Fish Store                     | Cucu malac                     | WABBIT  |
| Naughty Neighbors                                              | Would You Like To Take a Walk?         | Cucu malac és Petunia malac    | WABBIT  |
| Yankee Doodle Daffy (Dodó, amerikai sztárcsináló) (2. rész)    | Boom-Chicky-Boom                       | Dodó kacsa                     | KPUT    |
| The Fifth-Column Mouse                                         | We Did It Before                       | A frigiai egerek               | WABBIT  |
| Any Bonds Today?                                               | Any Bonds Today?                       | Tapsi Hapsi                    | WABBIT  |
| Scrap Happy Daffy                                              | We're In to Win                        | Dodó kacsa                     | KPUT    |
| The Bugs Bunny Show                                            | Gee Whiz Willigans                     | Tapsi Hapsi                    | WABBIT  |
| The Bugs Bunny Show                                            | Daffy Drum Boogie                      | Dodó kacsa                     | KPUT    |
| Hot Cross Bunny (Tyúkba oltott nyúl)                           | The Old Soft Shoe                      | Tapsi Hapsi                    | WABBIT  |
| The Fair-Haired Hare (2. rész)                                 | I Can't Get Along, Little Doggie       | Rissz-Rossz Sam                | KPUT    |
| Tweet Tweet Tweety (Csip-Csirip Csőrike / Csip-csip csóka)     | Wee Widdle Bird                        | Csőrike                        | WABBIT  |
| Tweety's Circus (Csőrike cirkusza)                             | Pussycat's Parade                      | Szilveszter                    | KPUT    |
| A Scent of the Matterhorn                                      | Tiptoe Through the Tulips (Bálint-nap) | Pepe lö Pici                   | WABBIT  |
| Have You Got Any Castles? (Könyvespolci csetepaté)             | Halloween Gavott (Halloween)           | A hátborzongató négyes         | KPUT    |
| Hare We Go                                                     | Columbus Day Rag (Kolumbusz napja)     | Tapsi Hapsi                    | WABBIT  |
| The Wearing of the Grin (Zöldben járnak, rosszban sántikálnak) | Irish Jig (Szent Patrik napja)         | Cucu malac                     | KPUT    |
| Bunker Hill Bunny (Tapsi Hapsi, a vakondtúrási csata hőse)     | Yankee Doodle (Függetlenség napja)     | Tapsi Hapsi és Rissz-Rossz Sam | WABBIT  |
| Daffy Duck Hunt (Gömbi malac, a kacsavadász)                   | Jingle Bells (Karácsony)               | Dódó kacsa                     | KPUT    |